# Lutjanus goldiei
El pargo negro de Papua (Lutjanus goldiei) es una especie de peces de la familia Lutjanidae en el orden de los Perciformes.

## Morfología
• Los machos pueden llegar alcanzar los 100 cm de longitud total.

## Hábitat
Es un pez de mar de clima tropical.

## Distribución geográfica
Se encuentra al sur de Papúa Nueva Guinea (entre Port Moresby y Fly River ).

## Peligro para los humanos
Como se vio en el episodio "Terror en la Isla Volcánica" de la novena temporada de Monstruos de río, Jeremy Wade viajó al archipiélago de Nueva Bretaña en Papúa Nueva Guinea para investigar una serie de brutales ataques en los que las víctimas sufrieron misteriosas heridas punzantes. Tras una extensa pesca y entrevistas con víctimas y testigos, Jeremy concluyó que el pargo negro de Papua era probablemente el responsable, ya que tiene los dientes necesarios para infligir las heridas, coincide con la descripción de lo que vieron las víctimas y los testigos, y debido a la evidencia reciente de que puede nadar en agua salada desde el río.